# John Bower
John Bower, född 8 november 1940 i Auburn i Maine, död 6 juni 2017 i Park City i Utah, var en amerikansk skidåkare och utövare av nordisk kombination som tävlade under 1960-talet. Han blev 1968 första icke-europé att vinna vid Holmenkollen skifestival i Norge då han vann tävlingen i nordisk kombination. Han var tränare för amerikanska landslaget inom nordisk skidsport vid olympiska vinterspelen 1976 och 1980. 
Han föddes i Auburn i Maine och studerade vid Middlebury College i Vermont, där han 1961 vann amerikanska NCAA-mästerskapet i nordisk kombination. Efter att ha utexaminerats från Middlebury 1963, gick han med i USA:s armé under 1960-talets mitt. John Bower blev också amerikansk mästare i nordisk kombination fyra gånger (1963 och 1966-68).
Vid olympiska vinterspelen i Innsbruck 1964 slutade han på 15:e plats i nordisk kombination, och på 13:e plats i samma gren i Grenoble 1968. Han blev sedan tränare för amerikanska landslaget i nordisk skidsport.
Därefter flyttade han med sin fru Bonnie till Park City, Utah där han startade Park City Winter School, där skidåkare kunde studera sommartid och tävla vintertid. John Bower blev senare första chef för Utah Olympic Park då den invigdes 1989, en anläggning som kom att användas under olympiska vinterspelen 2002. Bowers son Ricky, född 1980, blev i Tyskland 1999 världsmästare i halfpipe-snowboardåkning. 
1999 rankades John Bower av tidskriften Sports Illustrated som 19:e bland Maines 50 största idrottare under 1900-talet.